# بند (منطق)
یک بند (به انگلیسی: clause) در منطق، یک عبارت است که از گردآوردی متناهی از لیترال‌ها (یعنی اتم‌ها یا نقیض آن‌ها) ساخته شده‌است. یک بند موقعی درست است که یا حداقل یکی از لیترال‌های سازنده‌اش درست باشد (بند فصلی، که معمول‌ترین استفاده برای این اصطلاح است) یا موقعی که همه لیترال‌های سازنده‌اش درست باشند (بند عطفی، که نوع استفاده غیرمعمول این اصطلاح است). یعنی، یک بند، بسته به نوع زمینه، یک فصل یا عطف متناهی از لیترال‌ها است. بندها به صورت معمول اینطوری نوشته می‌شوند (که در آن نمادهای {\displaystyle l_{i}} لیترال هستند):
{\displaystyle l_{1}\vee \cdots \vee l_{n}}